# Vojna akademija
Vojna akademija je obrazovno-znanstvena visokoškolska ustanova namijenjena školovanju časnika, dočasnika, vojnika i ostalih pripadnika u sustavu obrane za službu u vojsci, koji na vojnoj akademiji stječu visoko obrazovanje. Osim diplomskih, posljediplomskih i ostalih specijalističkih studija takve institucije provode i različite znanstveno-istraživačke djelatnosti iz područja vojnih znanosti.